# Strikes Back
Strikes Back — студийный альбом голландской группы Laserdance, выпущенный в июле 2000 года.
Все композиции альбома написал соавтор Эрика ван Флита (Erik van Vliet) голландский музыкант Юлиус Вейнмален (Julius Wijnmalen). После ухода в 1995 году создателя Laserdance Михиля ван дер Кёя (Michiel van der Kuy), Эрик приостановил деятельность своего музыкального проекта. Ван дер Кёй занялся производством бьющей рекорды популярности музыки техно, а жанр spacesynth, как производный от мейнстрима italo disco реликвия 80-х, перестал функционировать на музыкальной сцене и в предложении звукозаписывающих компаний.
Spacesynth начал возрождаться в конце 1990-х годов. благодаря Интернету и дискуссионным группам, собирающим поклонников забытого жанра. Появились новые, молодые композиторы. Среди них был Юлиус Вейнмален, который отправив Эрику Ван Флиту демо-версию песни The Experiment, был нанят в качестве нового композитора Laserdance. Результатом сотрудничества стал новый альбом Laserdance — Strikes Back, выпущенный в июле 2000 года. Стиль нового композитора отличается от стиля используемого Михилем. Однако он был достаточно свежим и характерным, чтобы успешно вписаться в рамки жанра spacesynth. Альбом Strikes Back стал единственным результатом сотрудничества Эрика с Юлиусом. С тех пор Laserdance не выпустил ни одного нового альбома.

## Список композиций
- ZYX Music — ZYX 20545-2

Слова и музыка всех песен — Julius Wijnmalen.
| №                   | Название                               | Длительность |
| ------------------- | -------------------------------------- | ------------ |
| 1.                  | «The lost Battle»                      | 6:31         |
| 2.                  | «No Escape»                            | 5:40         |
| 3.                  | «Reconnaissance Expedition»            | 5:55         |
| 4.                  | «Voyage of Discover»                   | 5:55         |
| 5.                  | «War between the Stars»                | 6:46         |
| 6.                  | «The Experiment»                       | 5:45         |
| 7.                  | «Fly over the new Territory»           | 6:41         |
| 8.                  | «A Space Trip»                         | 5:38         |
| 9.                  | «Warriors Action in unknown Territory» | 6:10         |
| 10.                 | «A content Creature»                   | 5:14         |
| 11.                 | «Unidentified Object in Japan»         | 6:33         |
| 12.                 | «Party for the Home-Coming Warriors»   | 5:48         |
| Общая длительность: | Общая длительность:                    | 72:36        |

## Инструменты
- Akai S950
- Akai XL3200 — цифровой сэмплер
- Alesis DM5 — звуковой барабанный модуль
- Atari Falcon — персональный компьютер
- Atari TT030 (англ.)
- Emagic Logic — программное обеспечение (виртуальная музыкальная студия)
- Roland D-50 (англ.)
- Roland D-110
- Roland JV-880
- Roland (Roland Juno-60)
- Roland MKS-50
- Roland_TR-707 (англ.)
- Roland U-220 (англ.)
- Yamaha DX7 (англ.)
- Yamaha DX7 MKII
- Yamaha FB-01
- Yamaha TG500 (англ.)
- Soundcraft spirit studio 16/8/2 — микшерный пульт
- Mackie — микшерный пульт
- Behringer — микшерный пульт
- Alesis Bass FX — процессор эффектов
- Virtualizer — процессор эффектов
- Alesis Quadraverb/ MidiVerb/ MicroVerb/ NanoVerb — процессоры звуковых эффектов

## Авторство произведений
На обложке альбома нет информации о его авторах и продюсерах. Песня War between the Stars содержит интерпретацию музыкальной темы, написанной Джоном Уильямсом для фильмов из цикла «Звездные войны» и для фильма «Инопланетянин».